# Киномакс
Киномакс — федеральная сеть кинотеатров в России. Сеть объединяет 35 кинотеатров в 23 городах страны. Компания занимает третье место по количеству кинозалов в России.

## История
Предысторией создания компании «Киномакс» стали 2 проекта по переоборудованию кинотеатров старого образца системами новейшего звукового и кино-, видеооборудования: в 1996 году в Москве открыл свои двери «Кодак-Киномир», а в 1997 году совместно с компанией «Госкино России» был переоборудован крупнейший на Урале киноцентр, получивший название «Челябинск-Урал».
В 1998 году в России была основана сеть кинотеатров, которая получила название «Киномакс», и начали функционировать её первые киноцентры современного формата, впервые в России оснащённый комфортабельным оборудованием и технологиями Dolby Surround.
На сегодняшний день кинотеатры существуют под единым брендом и расположены более чем в 20 городах России, от Владивостока до Астрахани.

## Деятельность
По данным на январь 2023 года, на 35 кинотеатров «Киномакса» приходилось 260 зрительских залов на 42 713 мест, из них 17 комфорт залов, 6 детских залов и 31 вип-зал.
С мая 2022 в киносети "Киномакс" регулярно демонстрируются американские кинофильмы, без прокатных удостоверений и без учёта прав компаний-правообладателей.